# HD 20336
HD 20336 (A Camelopardalis) é uma estrela na direção da Camelopardalis. Possui uma ascensão reta de 03h 19m 59.26s e uma declinação de +65° 39′ 08.4″. Sua magnitude aparente é igual a 4.74. Considerando sua distância de 801 anos-luz em relação à Terra, sua magnitude absoluta é igual a −2.21. Pertence à classe espectral B2.5Vne.